# Andreas Michael Dall’Armi

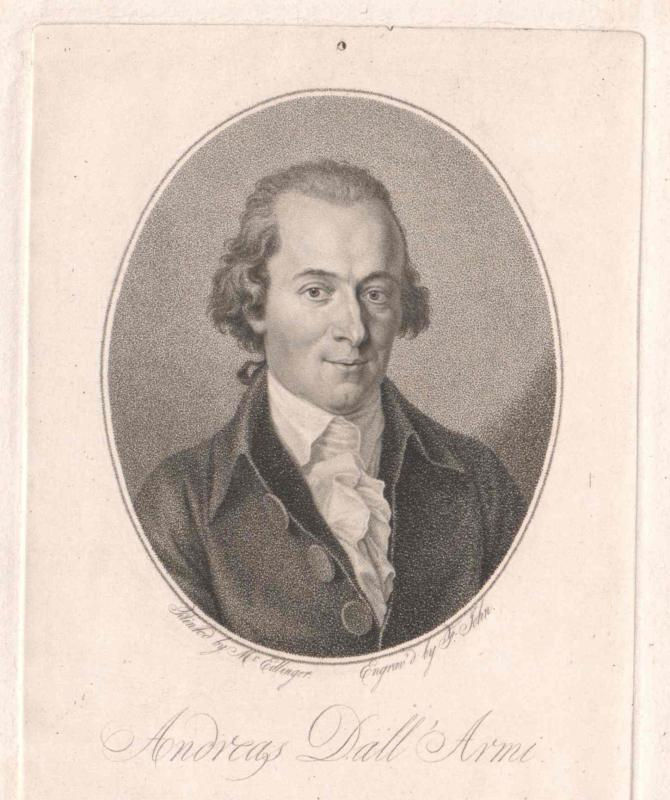
Andreas Dall’Armi

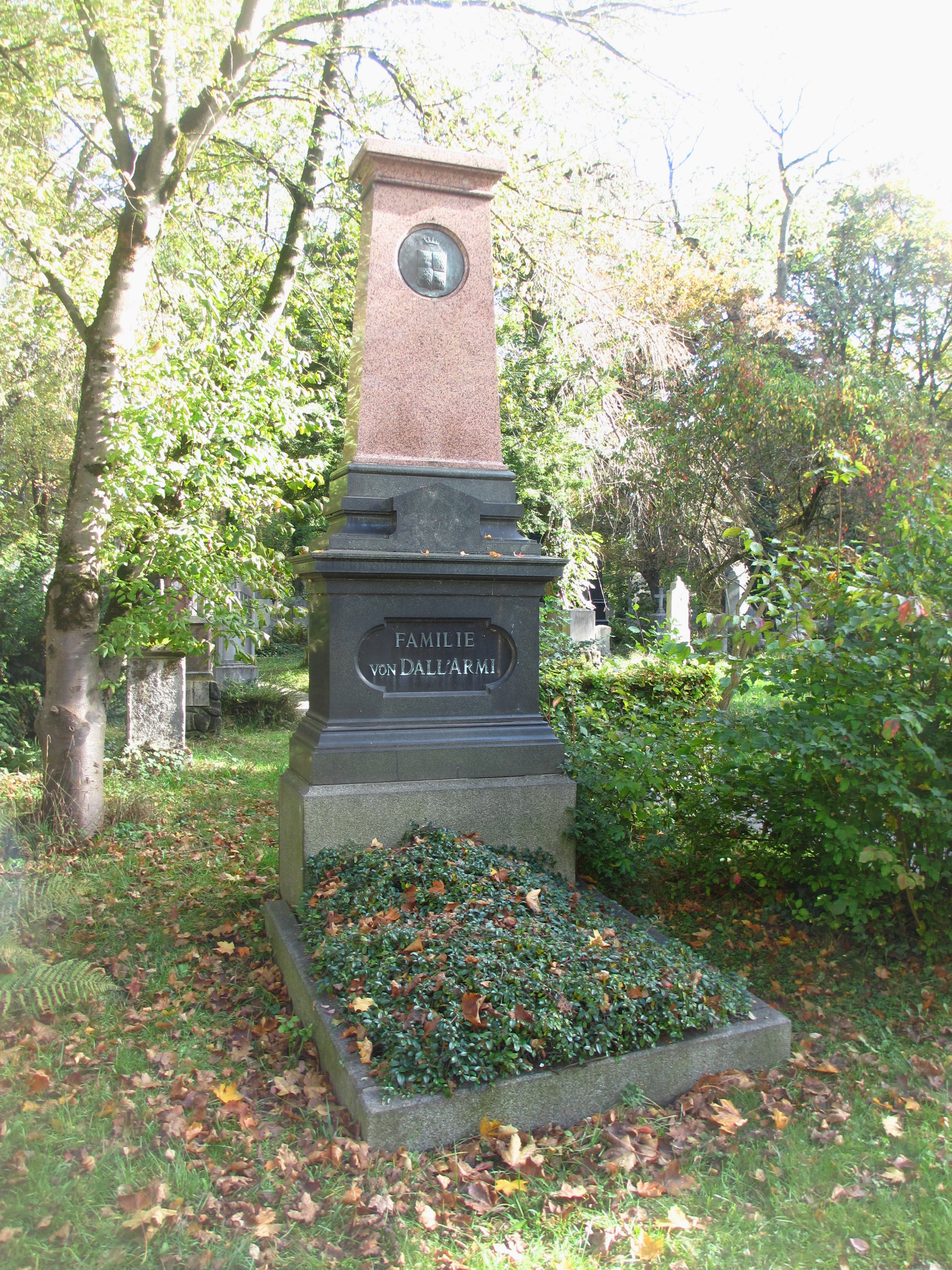
Grab von Andreas Dall’Armi auf dem Alten Südlichen Friedhof in München

Andreas Michael Dall’Armi (* 11. November 1765 in Trient, Tirol, Österreich, heute Trentino, Italien; † 27. April 1842 in München, Königreich Bayern) war Kaufmann und Bankier in München und Major der Kavallerie bei der königlich bayerischen Nationalgarde.
1810 organisierte er anlässlich der Hochzeitsfeierlichkeiten des damaligen Kronprinzen Ludwig mit  Therese von Sachsen-Hildburghausen ein Pferderennen auf der Theresienwiese. Dadurch gilt er als Begründer des Münchner Oktoberfestes, wofür er 1824 die erste goldene Bürgermedaille der Stadt München erhielt.

## Familie
Andreas Michael Dall’Armi stammte aus einer Tiroler Kaufmannsfamilie aus Trient. Sein Vater, Giuseppe Dall’Armi (1729–1797), war Kaufmann und Bankier in Trient, seine Mutter Maria Theresia, geb. Werz (1734–1797), stammte ebenfalls aus einer Trienter Kaufmannsfamilie.
1786 heiratete Andreas Michael in München Maria Elisabeth Nockher (1750–1793), die Tochter des Münchner Bankiers Johann Georg Nockher, und erhielt im Jahr darauf das Münchner Bürgerrecht. Aus dieser Ehe stammen zwei Söhne.
Nach Maria Elisabeths Tod heiratete Andreas Michael 1794 Maria Barbara Stürzer (1775–1819), die Tochter des Joseph Stürzer, der Mitglied des Äußeren Rats der Stadt München war und die Weinwirtschaft „Zum goldenen Hirschen“ in München betrieb. Aus dieser Ehe stammten fünf Söhne und eine Tochter. 
Einer der Söhne, der oberfränkische Appellationsgerichtspräsident Maximilian Dall’Armi (1804–1867) heiratete Amanda Loew aus Speyer (1810–1864), Tochter des geadelten Regierungsrates Johannes Loew (1771–1833). Deren Schwester, Amalie Loew (1811–1879), war die Gattin des Fürsten Karl Theodor von Wrede. Maximilians Schwiegersohn war der Staatssekretär des Reichsjustizamtes, Eduard von Hanauer.

## Grabstätte
Die Grabstätte von Andreas Michael Dall’Armi befindet sich auf dem Alten Südlichen Friedhof in München (Gräberfeld 14 – Reihe 12 – Platz 55/56). Standort.